# Les Istres-et-Bury
Les Istres-et-Bury is een gemeente in het Franse departement Marne (regio Grand Est) en telt 91 inwoners (2009). De plaats maakt deel uit van het arrondissement Épernay.

## Geografie
De oppervlakte van Les Istres-et-Bury bedraagt 5,0 km², de bevolkingsdichtheid is dus 18,2 inwoners per km².
De onderstaande kaart toont de ligging van Les Istres-et-Bury met de belangrijkste infrastructuur en aangrenzende gemeenten.

## Demografie
Onderstaande figuur toont het verloop van het inwonertal (bron: INSEE-tellingen).